# Système de San Francisco
 Le système de San Francisco, également connu sous le nom d'architecture « Hub and Spokes » (littéralement « moyeu et rayons », mais plus exactement « système en étoile ») est un réseau d'alliances poursuivi par les États-Unis dans la région Asie-Pacifique, après la fin de la Seconde Guerre mondiale.
Les États-Unis sont le « hub » (le « moyeu » ou le cœur de l'étoile), et le Japon, la Corée du Sud, Taïwan, les Philippines, la Thaïlande, l'Australie et la Nouvelle-Zélande sont les « spokes » (les « rayons » ou les branches de l'étoile). Le système est constitué d’engagements politico-militaires et économiques bilatéraux entre les États-Unis d'une part, et leurs alliés de la région Asie-Pacifique, d'autre part. Ce système s’oppose à une alliance multilatérale, telle que l’OTAN.
Au départ, les États-Unis cherchaient à établir une alliance multilatérale entre leurs alliés de la région Asie-Pacifique, mais ces derniers étaient réticents ou se montraient ambivalents à l’idée de conclure une alliance multilatérale. En conséquence, les États-Unis ont opté pour l’architecture en étoile, un ensemble d’alliances bilatérales.

## Histoire
Le système en étoile, avec les États-Unis comme « moyeu » et aucune connexion apparente entre les « rayons », a permis aux États-Unis d’exercer une influence hégémonique sur les plus petits alliés de la région Asie-Pacifique. L’héritage du système perdure encore aujourd’hui, représenté par l’absence d’une architecture de sécurité multilatérale dans la région comme l'OTAN. Certains soutiennent que la raison pour laquelle le réseau en étoile reste viable aujourd'hui est que son attention s'est déplacée des préoccupations régionales vers celles de portée mondiale, telles que la guerre contre le terrorisme et les questions liées aux armes de destruction massive. 

### Après la guerre de Corée
Après la Seconde Guerre mondiale, les États-Unis n’étaient pas intéressés par une implication dans la région Asie-Pacifique et se concentraient davantage sur leur rôle en Europe. Cependant, après la guerre de Corée, les États-Unis se sont davantage engagés dans la région Asie-Pacifique.

### Accords bilatéraux des années 1950
Alors que la guerre froide s’intensifie, les États-Unis ont commencé à construire des alliances militaires dans la région Asie-Pacifique. Ils décident de signer un traité de défense mutuelle avec les Philippines en août 1951. Par la suite, une série de traités de défense sont signés : le Traité de sécurité avec l'Australie et la Nouvelle-Zélande (ANZUS) en septembre 1951, le Traité de défense mutuelle avec la Corée du Sud en octobre 1953, le Traité de défense mutuelle avec la République de Chine (Taïwan) en décembre 1954 et le Traité de sécurité avec le Japon en janvier 1960. Le communiqué Thanat-Rusk entre les États-Unis et la Thaïlande a été signé en mars 1962, mais il ne s'agit pas formellement d'un traité de défense mutuelle, puisque seul les États-Unis promettent de se porter au secours de la Thaïlande en cas d'agression de la part de ses voisins. L'architecture en étoile a été formé sur la base de ces traités. 
Victor Cha a proposé une raison pour le choix des États-Unis d’une structure bilatérale avec la powerplay theory (« théorie du jeu de puissance »). L’idée sous-jacente vient de la théorie des dominos : si un pays tombe dans le communisme, d’autres de la région suivront. Cha définit le jeu de puissance comme « la construction d'une alliance asymétrique conçue pour exercer un contrôle maximal sur les plus petits alliés de la région qui pourraient adopter un comportement agressif contre des adversaires susceptibles d'entraîner les États-Unis dans une guerre non désirée ». Cha a soutenu que l'architecture en étoile a permis aux États-Unis non seulement de contenir la menace posée par l'Union soviétique, mais aussi d'acquérir un pouvoir exclusif sur la région Asie-Pacifique. Cependant, les États-Unis craignent d’être pris au piège d’une guerre non désirée, et il est donc nécessaire de trouver un moyen de contenir ces alliés considérés comme « voyou ». Un exemple d'allié voyou était Syngman Rhee de Corée du Sud, qui avait l'ambition d'annexer le Nord ; le traité contenait son aventurisme. Un autre allié anticommuniste et autoritaire était Tchang Kaï-chek. Son ambition de reconquérir la Chine continentale a également accru la crainte d’un entrainement des États-Unis dans un conflit prolongé. Par conséquent, le traité de défense mutuelle a été limité à la région du détroit de Taiwan au lieu de l'ensemble du territoire revendiqué par le gouvernement de Tchang. Une autre raison pour les traités bilatéraux dans la région était d'empêcher la reprise de l'agression japonaise et favoriser la reprise économique du Japon dans le même temps, afin qu'il devienne un moteur de croissance de la région en offrant suffisamment d'opportunités économiques (un contraste direct avec le traité de Versailles entre les Alliés de la Première Guerre mondiale et l'Allemagne).

### Multilatéralisme
Cependant, au fil des années, les pays d’Asie-Pacifique ont commencé à reconnaître la valeur du multilatéralisme et à former des liens économiques multilatéraux entre eux, auquel les États-Unis ne sont pas parties, tels que l’ARF (1994) et l'ASEAN (1967). La crise financière asiatique de 1997 a amené certains États de la région à prendre conscience de l’importance d’une « option de sortie/entrée » pour la stabilité économique régionale, en dehors des États-Unis. Cela a été qualifié de défi de l'architecture en étoile dirigé par les États-Unis, alors que les nations de la région ont accru leurs interactions avec la Chine, faisant des alliances bilatérales une option de secours. Selon une étude de 2020, les États-Unis souhaitaient une alliance multilatérale dans la région Asie-Pacifique plutôt qu’une architecture en étoile.

## Fonctionnement
L'architecture en étoile est une alliance hautement asymétrique par nature, tant sur le plan sécuritaire qu’économique, offrant une protection militaire et un accès économique par le biais du commerce plutôt que de l’aide. Le système peut être mieux expliqué à travers le prisme du modèle de compromis entre sécurité et autonomie. Le modèle prend en compte les liens d’alliance asymétriques impliquant des États d'un statut de puissance différent de celui des liens d’alliance symétriques. Une alliance asymétrique est un contrat dans lequel la grande puissance assume la responsabilité de la sécurité d’un pays significativement moins puissant en s’engageant à le soutenir en cas de conflit militaire. En échange, la grande puissance acquiert une influence sur le processus décisionnel de la politique étrangère de la petite puissance. La raison d’être de ce système pour les petites puissances est l’intérêt de former des alliances pour accroître leur sécurité à des tensions régionales. La grande puissance peut être intéressée par des alliances avec les puissances plus faible non pas pour défendre son propre territoire, mais pour étendre sa sphère d’influence militaire et diplomatique. 
Cependant, à mesure que la région Asie-Pacifique a gagné en richesse et en puissance, les pays qui étaient sous la protection asymétrique des États-Unis ont été de plus en plus appelés à contribuer davantage à leur propre défense,. Les négociations entre les États-Unis, la Corée du Sud et le Japon sont en cours, mais les deux pays se sont engagés à augmenter au moins marginalement leur financement pour les déploiements de troupes américaines à l’intérieur de leurs frontières.

## Japon
Il est important de noter que la nature de la relation avec le Japon était un quelque peu différente de celle des autres pays d’Asie-Pacifique. Les États-Unis considéraient le Japon comme une potentielle grande puissance en Asie de l’Est. Ainsi, les États-Unis ont construit le traité de défense le plus solide avec le Japon. Les États-Unis souhaitaient que le Japon s’implique davantage et « partage le fardeau » (en anglais : burden sharing) du maintien de la paix en Asie. Cependant, la doctrine Yoshida mise en place au Japon conduisait à une focalisation sur la reconstruction économique et délègue sa protection aux États-Unis.
Début 2024, le Premier ministre japonais Fumio Kishida a pris une série de décisions visant à repositionner considérablement la posture de défense du Japon. Faisant publiquement référence à un « tournant historique » dû à la montée des tensions géopolitiques sur plusieurs continents. Fumio Kishida s'est engagé à rompre de manière significative avec la position strictement pacifiste du Japon d'après-guerre. Cette démarche s'inscrit dans un long débat japonais au sujet de sa Constitution d’après-guerre, rédigée sous les auspices des États-Unis, en particulier de qio article 9, qui oblige le Japon à renoncer à la guerre.

## Voir également
- Traité de défense mutuelle entre les États-Unis et la république des Philippines
- ANZUS
- Traité de sécurité entre les États-Unis et le Japon
- Traité de défense mutuelle entre les États-Unis et la république de Corée
- Traité de coopération mutuelle et de sécurité entre les États-Unis et Taïwan
- Communiqué Thanat-Rusk
- Liste d'alliances militaires